# Гней Корнелий Лентул Клодиан (претор)
Гней Корнелий Лентул Клодиан (на латински: Gnaeus Cornelius Lentulus Clodianus) е римски политик и сенатор.
Произлиза от клон Лентул на фамилията Корнелии. Син е на Корнелий Лентул Клодиан (консул 72 пр.н.е.), който е осиновен от Корнелиите от Гней Корнелий Лентул (консул 97 пр.н.е.).
През 60 пр.н.е. той е посланик на Сената в Галия заедно с Квинт Цецилий Метел Кретик и Луций Валерий Флак и трябва да попречи на галските племена да се присъединят към хелветите. През 59 пр.н.е. става претор. Чрез жребий получава ръководството на един съд (quaestio de maiestate).